# Earls Cove Ferry Terminal
Das Earls Cove Ferry Terminal ist ein Fährhafen in der kanadischen Provinz British Columbia. Er liegt am Jervis Inlet, einem Seitenarm der Malaspina-Straße und damit der Straße von Georgia, in der Nähe der Stadt Sechelt im Regionaldistrikt Sunshine Coast. Die nächstgelegene Ortschaft ist die dem Terminal namensgebende Ansiedlung Earls Cove. Der Fährhafen liegt auf der Route des Highway 101.
BC Ferries (ausgeschrieben British Columbia Ferry Services Inc.), als der Hauptbetreiber der Fährverbindungen an der Westküste von British Columbia, betreibt von hier aus eine Route.

## Routen
Von hier werden folgende Ziele angelaufen:
- nach Saltery Bay